# Genevieve Lipsett
Pour les articles homonymes, voir Lipsett.
Geneviève Elsie Alice Lipsett, née le 29 juillet 1885 à Kankakee (Illinois) et morte le 29 janvier 1935 à Montréal est une institutrice, journaliste et militante du suffrage féminin canadienne. Elle est connue pour avoir été la première femme à être membre de la Tribune de la presse parlementaire canadienne (en).

## Éducation et carrière
Genevieve Lipsett fait des études au Normal College of the City of New York en 1900. Elle obtient son diplôme trois ans plus tard dans cette école. Elle devient par la suite institutrice au Manitoba dans une école rurale. À 21 ans, en 1906, elle devient journaliste pour le Sunshine Department du Winnipeg Telegram. C’est grâce à cet emploi, qu’elle garde jusqu'au début des années 1920, qu’elle se fait connaitre. Pendant ses années à ce journal, elle couvre notamment la grève générale de Winnipeg de 1919 et réalise plusieurs reportages sur les conditions de vie au Canada des immigrantes s’installant dans les bidonvilles de North End.En 1918, elle devient la première femme mariée à obtenir un diplôme en droit de l’Université du Manitoba.
Dans son parcours de militante, Genevieve Lipsett a été présidente de la branche de Winnipeg puis de Montréal du Canadian Women’s Press club. C’est d’ailleurs lors d’une conférence devant ce groupe qu’elle affirme : «un grand nombre des handicaps des femmes et des enfants pourraient être éliminés si davantage de femmes dévouées à l’intérêt public comprenaient les lois telles qu’elles sont…». Cela fait donc partie de ses motivations pour obtenir son diplôme d’avocate. Bien qu'elle obtienne un diplôme en droit avec mention, faisant d'elle la première femme mariée de la province à détenir sa licence de droit, rien ne nous démontre qu'elle a pratiqué ce métier. Il est mis de l'avant par le dictionnaire biographique du canada que son intention était d'utiliser sa formation juridique pour son action politique.
En 1920, elle reçoit l’investiture conservatrice dans la circonscription de Winnipeg. Genevieve Lipsett devient ainsi l’une des premières Canadiennes à disputer une élection provinciale, bien qu'elle y soit défaite. Par la suite, la journaliste décide de continuer d'explorer son intérêt pour la politique par l'entremise du journalisme parlementaire. Le poste ne lui a pas été donné au départ puisqu’elle est une femme. Elle a donc décidé de s’établir à Ottawa pour mener cette lutte et créer sa place. Sa nomination à la tribune de la presse devient officielle en 1922, lorsqu’elle est nommée correspondante parlementaire du Vancouver Sun. Lipsett est dès lors connue comme étant la première femme membre de La Tribune de la presse. Elle est aussi la seule femme à avoir son portrait accroché à la galerie de la presse. Cet évènement sera d’ailleurs mentionné dans le journal Le droit le 6 décembre 1934 sous le titre : « Une femme qui fit sa marque en journalisme ».

## Vie personnelle
Genevieve Lipsett est née à Kankakee, en Illinois, le 29 juillet 1885. Ses parents, Robert Lipsett (1851-1938) et Annie Macdonald (1856-1918), étaient des immigrants irlandais. Le couple eut un second enfant, Robert William Lipsett (1980-1939), qui fit carrière comme correspondant politique et journaliste. La fratrie se compléta en 1911, lors de la naissance du demi-frère de Genevieve, John Frederick Lipsett (1911-2003), issu du second mariage de Robert Lipsett avec Francis Ann Warren.
Elle passe une partie de son enfance dans la ville de Toronto pour ensuite s'installer quelques années dans une ferme où se cultivait le blé au Manitoba. En 1897, la famille décide de quitter le Canada pour les États-Unis.
Genevieve revient en sol canadien en 1904, et elle emménage à Winnipeg, au Manitoba. C'est dans cette ville qu'elle rencontre son mari, Robert Curtis Skinner (née en 1881); le couple s'unit en 1911. Leur union sera sans enfants et prendra fin en 1918. Malgré tout, Lipsett fait référence à Skinner comme un "ardent supporteur" de son travail. L'année 1918 n'aura pas été douce envers la journaliste: outre sa séparation, sa mère Annie décède. Cette dernière résidait à Winnipeg, faisant en sorte que Genevieve n'avait désormais plus d'attachement particulier à cette ville. Elle s'installa donc à Ottawa en 1920 où sa carrière journalistique atteint un sommet.
Mary Philippa Brush décrit Lipsett comme une femme ayant un fort instinct maternel. Cet aspect se voit combiné à son travail, autant dans ses articles journalistiques que dans son investiture au sein du parti conservateur, que l'on peut voir comme une expression de féminisme maternel.
Dès 1934, des problèmes de santé font en sorte que Lipsett doit arrêter de travailler. Afin de continuer à joindre les deux bouts, elle se verra accorder un soutien du fonds pour les membres en difficultés financières de la Canadian Women's Press Club (en) (CWPC). Cependant la maladie l'emporte; Genevieve Lipsett décède à l'hôpital Royal Victoria de Montréal en 1935. Elle laissa peu de liquidité après son décès, mais le montant fut suffisant pour que ses camarades de la CWPC organisent un repas en son honneur.

## Implication dans diverses associations, sociétés et clubs
Au début du XXe siècle, les organisations féminines, notamment en lien avec des professions exercées par des femmes, sont en plein essor (voir par exemple la Federation of Medical Women of Canada, Women Teacher's Associations of Ontario, Canadian Nurses' Association). Celles-ci aident, selon Brandt et al., à faire progresser l’égalité des sexes au travail, permettant aux femmes d’avoir un espace pour discuter et affronter les défis de manière solidaire. Lipsett ne fait pas exception à l’air du temps, elle s’implique activement dans plusieurs associations et clubs au fil des décennies. On associe cette dernière à la Anti-Tuberculosis Society, pour laquelle elle a été secrétaire en 1910. De plus, elle est parmi les membres fondateurs du Political Equality League, qui voit le jour en 1912. Ils produisirent notamment en 1914 une pièce de théâtre intitulé The Women's Parliament, une parodie mettant en scène le refus de gouvernement à accorder le suffrage féminin. Lipsett y incarna le rôle du ministre de l'Économie et de l'Agriculture.
Dès 1913, elle a été également associée au Canadian Women's Press Club. Ce club offrait du soutien, du mentorat et des opportunités de développement professionnel pour les femmes journalistes. Des prix sont organisés, de même qu'un fonds est également disponible pour venir en aide aux membres en difficultés financières. Lipsett sera présidente de la branche du club de Winnipeg puis de celle de Montréal. En addition, elle occupe le poste de secrétaire pour le CWPC en 1909 et 1910.
En outre, elle a été associée au Consumer's Protective Association, notamment en qualité de présidente. Elle a été aussi vice-présidente de la Civic League et du Portia Club (en).
La militante a aussi un talent d’oratrice, comme le souligne le journal Sherbrooke Daily Record du 6 mars 1923. En effet, cet article mentionne les aptitudes de cette dernière lors d'un discours prononcé en Colombie-Britannique où elle a exprimé son opinion sur l’importance de la compréhension des femmes vis-à-vis le fonctionnement de la gouvernance; un sujet qu’elle tient près de son cœur dans ses diverses implications.
L'association féministe faite avec la personne de Genevieve Lipsett ne se justifie donc pas seulement par son accès à la Tribune d'Ottawa, mais également par son implication et ses différents rôles joués dans ces diverses associations.